# Волконське
Волконське (рос. Волконское) — село в Козельському районі Калузької області Російської Федерації.
Населення становить 483 особи. Входить до складу муніципального утворення Село Волконське.

## Історія
Від 2004 року входить до складу муніципального утворення Село Волконське.

## Населення
| 2002 | 2010 |
| ---- | ---- |
| 457  | ↗483 |